# كيتي فان ماله
كيتي فان ماله (مواليد 5 يونيو 1988) هي لاعبة هوكي حقل هولندية، فازت الميدالية الذهبية مع منتخب هولندا في 2012  وبالفضية في 2016.

## وصلات خارجية
- كيتي فان ماله على موقع الاتحاد الدولي للهوكي (الإنجليزية)
- كيتي فان ماله على موقع اللجنة الأولمبية الدولية (الإنجليزية)
- كيتي فان ماله على موقع أوليمبيديا (الإنجليزية)
- كيتي فان ماله على موقع تيم أن.أل (الهولندية)